# RZA
Robert Fitzgerald Diggs  (ismertebb színpadi nevén RZA (ˈrɪzə) (New York, Brooklyn, 1969. július 5. –) amerikai zenei producer, multiinstrumentalista, szerző, rapper, színész, rendező és forgatókönyvíró.

## Fiatalkora
1969. július 5-én született a brooklyni Brownsville-ben. Nevét a Kennedy testvérekről, Robert és John Fitzgeraldról kapta, akiket édesanyja csodált. Diggs „tiszteletreméltó”-nak nevezte a keresztnevét, tekintettel Robert és a John szellemi hagyatékára. Diggsnek van egy öccse, Terrance Hamlin, aki 9th Prince nevű rapper néven ismert, és egy idősebb testvére, Mitchell „Divine” Diggs. 
Három és hét éves kora között a nyarakat Észak-Karolinában töltötte nagybátyjánál, aki olvasásra és tanulásra ösztönözte. Kilencéves korában ismerkedett meg a hip-hop zeneműfajjal, és tizenegy évesen már rap-csatákban versenyzett. 1990-ben az ohiói Steubenville-be költözött, hogy édesanyjával éljen. A hétvégéket a pennsylvaniai Pittsburghben töltötte, ahol apja egy kisboltot vezetett a város egyik kerületében.
Diggs piti bűnözésbe és kábítószer-kereskedelembe keveredett, valamint Steubenville-ben gyilkossági kísérlettel vádolták meg. A vád alól felmentették, így kapott egy – ahogy ő nevezte – „második esélyt”.

## Filmográfia

### Film
| Év   | Magyar cím                                         | Eredeti cím                        | Szerep                   | Magyar hang            |
| ---- | -------------------------------------------------- | ---------------------------------- | ------------------------ | ---------------------- |
| 1999 | Szellemkutya                                       | Ghost Dog: The Way of the Samurai  | álcázott szamuráj        |                        |
| 2003 | Horrorra akadva 3.                                 | Scary Movie 3                      | Önmaga                   | Szabó Máté             |
| 2003 | Kávé és cigaretta                                  | Coffee and Cigarettes              | Önmaga                   | Nagy Zsolt             |
| 2005 | Kisiklottak                                        | Derailed                           | Winston Boyko            | Rajkai Zoltán          |
| 2007 | Amerikai gengszter                                 | American Gangster                  | Moses Jones              | Varga Rókus            |
| 2007 |                                                    | The Box                            | Duece                    |                        |
| 2008 |                                                    | Gospel Hill                        | Lonnie                   |                        |
| 2009 | Ki nevet a végén?                                  | Funny People                       | Chuck                    | Dolmány Attila         |
| 2009 |                                                    | Life Is Hot in Cracktown           | Samy                     |                        |
| 2010 | Végrehajtók                                        | Repo Men                           | T-Bone                   | Nagy Sándor            |
| 2010 | Terhes társaság                                    | Due Date                           | Reptéri biztonsági ember | Király Attila          |
| 2010 | A következő három nap                              | The Next Three Days                | Mouss                    | Sörös Miklós           |
| 2011 | Kalandférgek karácsonya                            | A Very Harold & Kumar 3D Christmas | Lamar                    | Géczi Zoltán           |
| 2012 | A vasöklű férfi                                    | The Man with the Iron Fists        | Kovács / Vasöklű férfi   | Király Attila          |
| 2013 | G.I. Joe: Megtorlás                                | G.I. Joe: Retaliation              | Vak mester               | László Zsolt           |
| 2013 |                                                    | Tom Yum Goong 2                    | Mr. LC                   |                        |
| 2014 | Veszélyzóna                                        | Brick Mansions                     | Tremaine Alexander       | Kálid Artúr            |
| 2015 | A vasöklű férfi 2.                                 | The Man with the Iron Fists 2      | Kovács / Vasöklű férfi   | Galambos Péter         |
| 2015 | Gyilkos páros                                      | Mr. Right                          | Steven                   | Kisfalusi Lehel        |
| 2016 | Popsztár: Soha ne állj le (a soha le nem állással) | Popstar: Never Stop Never Stopping | Önmaga                   | Horváth-Töreki Gergely |
| 2017 |                                                    | Love Beats Rhymes                  | nem szerepel             |                        |
| 2018 |                                                    | Thriller                           | Hurd igazgató            |                        |
| 2018 | Utcakölykök                                        | Mutafukaz                          | Shakespeare (hangja)     |                        |
| 2019 | A holtak nem halnak meg                            | The Dead Don't Die                 | Dean                     |                        |
| 2020 |                                                    | Cut Throat City                    | nem szerepel             |                        |
| 2020 | Egy év az élet                                     | Life in a Year                     | Ron                      | Pál Tamás              |
| 2021 | Senki                                              | Nobody                             | Harry Mansell Jr.        | Gémes Antos            |
| 2022 | Minyonok: Gru színre lép                           | Minions: The Rise of Gru           | Motoros (hangja)         | Zámbori Soma           |
| 2022 | Pókerarc                                           | Poker Face                         | Andrew Johnson           | Schneider Zoltán       |
| 2023 |                                                    | Problemista                        | Bobby                    |                        |
| 2025 | Senki 2.                                           | Nobody 2                           | Harry Mansell Jr.        | Gémes Antos            |

### Televízió
| Év   | Magyar cím                 | Eredeti cím                | Szerep                   | Megjegyzések          |
| ---- | -------------------------- | -------------------------- | ------------------------ | --------------------- |
| 2009 | Afro szamuráj: Feltámadás  | Afro Samurai: Resurrection | DJ (hangja)              |                       |
| 2010 |                            | Outlaw                     | Greg Beals               | Epizód: "Pilot"       |
| 2012 | Kaliforgia                 | Californication            | Samurai Apocalypse       | főszereplő (9 epizód) |
| 2013 | Robotcsirke                | Robot Chicken              | több szereplő hangja     | 1 epizód              |
| 2014 |                            | Gang Related               | Cassius Green DEA-ügynök | főszereplő            |
| 2017 | A Simpson család           | The Simpsons               | önmaga (hangja)          | 1 epizód              |
| 2017 | Vasököl                    | Iron Fist                  | rendező                  | 1 epizód              |
| 2017 | Fehér hó                   | Snowfall                   | Swim                     | 1 epizód              |
| 2018 | Amerika Huangjai           | Fresh Off the Boat         | önmaga (cameo)           | 1 epizód              |
| 2019 | Napkelte                   | Daybreak                   | önmaga (hangja)          | 1 epizód              |
| 2019 | Wu-Tang: Egy amerikai saga | Wu-Tang: An American Saga  | vezető producer          |                       |

### Videójátékok
| Év   | Cím                                 | Szerep |
| ---- | ----------------------------------- | ------ |
| 1999 | Wu-Tang: Shaolin Style              | önmaga |
| 2005 | Getting Up: Contents Under Pressure | Stake  |

## Diszkográfia

### Stúdióalbumok
- Bobby Digital in Stereo (1998)
- Digital Bullet (2001)
- Birth of a Prince (2003)
- Digi Snacks (2008)

### Közreműködések
- 6 Feet Deep with Gravediggaz (1994)
- The Pick, the Sickle and the Shovel with Gravediggaz (1997)
- Anything But Words with Banks & Steelz (2016)